# Ustan
Ustan és una denominació d'una subdivisió o territori utilitzada a Pèrsia.
El nom s'utilitzava ja en època sassànida i designava a una província subdividida en shahrs; a la part final d'aquesta dinastia el nom d'ustan es va aplicar a un domini de l'estat administrat per un ustandar; després d'aquesta dinastia, i sota domini àrab, el nom fou adoptat pels àrabs pels dominis de l'estat a l'Iraq i també per algunes subdivisions, si bé la terminologia exacta presenta algunes confusions: segons Hamza al-Isfahani un ustan era una província persa subdividida en kures mentre que els àrabs consideraven que una kura era equivalent a un ustan (així el Fars tenia cinc ustans subdividits al seu torn en rustaks); al segle X s'utilitzava el nom com a terre de l'estat.
Modernament l'Iran està dividit en ustans o províncies, subdividides en shahrs o shahristans (comtats) i aquests en bakhsh (districtes).